# Jean-Louis Hoffet
Pour les articles homonymes, voir Hoffet.
Jean-Louis Hoffet, né le 16 février 1941 à Cannes (Alpes-Maritimes) et mort le 18 juin 2023 à Strasbourg,, est un pasteur réformé et homme politique français, principalement actif dans le Haut-Rhin, dont le parcours très éclectique reflète sa volonté affirmée d'être « à la fois pasteur et politique », une compatibilité qui n'allait pas toujours de soi. Homme de gauche engagé, de tendance rocardienne, il s'est investi également dans la formation permanente, la vie associative et culturelle, et dirigea Amnesty International France.

## Biographie

### Famille
Né à Cannes où sa famille est réfugiée pendant la guerre le 16 février 1941, Jean-Louis Hoffet est le fils de Frédéric Hoffet et Marieleine Hoffet. Il est issu d'une longue lignée de pasteurs — il en compte 14 depuis 1637 —, tant du côté maternel que du côté paternel, aussi bien luthériens que réformés.
Son père, d'abord pasteur, se tourne ensuite vers le droit et devient avocat. En 1951 il publie Psychanalyse de l'Alsace, un ouvrage de référence vendu à 20 000 exemplaires à sa sortie et dont Jean-Louis Hoffet rédige en 2018 la préface à la 5e édition.
Sa mère, d'abord empêchée de devenir pasteure en tant qu'épouse de pasteur, finit par obtenir la modification de ce statut propre à l'Église réformée et s'engage auprès des femmes.
Après une scolarité au Gymnase protestant, le jeune Jean-Louis prend d'abord ses distances à l'égard de l'histoire familiale et entreprend des études de journalisme au Centre universitaire d'enseignement du journalisme (CUEJ), qui vient d'ouvrir ses portes en 1958.

### Éthiopie
Il est, de 1964 à 1966, chargé des émissions en langue française de la radio de la Fédération luthérienne mondiale à Addis-Abeba, en Éthiopie. Là il est entouré d'une vingtaine de confrères qui ont, pour la plupart, suivi un cursus de théologie. Cette proximité le conduit à reprendre des études à son retour.

### Études
Il part alors à l'université de Genève où il suit jusqu'en 1970 un cursus d'études complet en théologie protestante.
Il y rencontre Christiane, la fille de l'un de ses professeurs, le théologien vaudois André Biéler, et l'épouse en 1969. Le couple a deux filles, nées en 1973 et 1975 à Mulhouse. L'une d'elles deviendra à son tour une pasteure engagée.

### Activités professionnelles
Quand il revient en France, il envisage d'abord de devenir pasteur à Mulhouse, mais se heurte à des difficultés pour faire valoir son parcours antérieur. Il se tourne alors vers la formation permanente qui se développe en France à cette période avec la promulgation en 1971 de la « loi Delors».
Entre 1970 et 1973, à Mulhouse, il devient responsable de formation pour adultes en économie. De 1974 à 1984 il dirige l'Université populaire du Rhin, créée en 1963 dans la même ville.
De 1984-1985 il est recruté comme directeur d'Amnesty International France, à Paris.

### Pastorat
En 1988 il obtient une charge pastorale au temple Saint-Étienne de Mulhouse qu'il partage avec un autre pasteur. Lui-même se consacre davantage à la partie culturelle.
Il se heurte à des difficultés les membres du Consistoire désapprouvent son choix de cumuler deux responsabilités : pasteur en fonction et élu politique, une possibilité qui existait jusque là, peut-être plus facilement en Allemagne où l'on a vu le pasteur luthérien Joachim Gauck devenir président de la République. Il persévère néanmoins, comme en témoigne le titre de son autobiographie, Pasteur et politique.

### Carrière politique
Alors que Frédéric Hoffet, son père, s'intéressait à la politique mais ne s'y impliquait pas, en revanche, sa mère Marieleine Hoffet ne dissimulait pas ses opinions. Membre du Parti socialiste, elle a notamment soutenu explicitement François Mitterrand lors des deux scrutins présidentiels de 1981 et 1988.
Jean-Louis Hoffet se déclare également socialiste, mais il se sent davantage d'affinités avec Michel Rocard, protestant comme lui, qui lui semble plus décentralisateur et plus proche des réalités associatives que son rival Jean-Pierre Chevènement. Cependant il ne parvient pas à se faire élire député socialiste en 1978 et 1981
De 1983 à 1989 il est conseiller municipal à Mulhouse ; de 1986 à 2004 il est conseiller régional d'Alsace ; de 1989 à 1998 il est adjoint au maire de Mulhouse (Jean-Marie Bockel) ; de 2004 à 2010 il est conseiller du président du Conseil régional, chargé des affaires interreligieuses (sous Adrien Zeller) ; de 2008 à 2011, il est conseiller municipal à Munster, mais n'est pas élu maire.

### Autres engagements
Jean-Louis Hoffet milite dans les associations de consommateurs et assure notamment le secrétariat général de la Chambre de consommation d'Alsace.
Il est à l'origine de plusieurs initiatives culturelles, telles que « Le Mois de l'Autre », qui vise à sensibiliser les lycéens au respect des différences, la « Journée des Religions » en faveur du dialogue interreligieux, les « Sacrées Journées de Strasbourg », un festival de musique et de spectacles de multiples religions, ou encore l'édification en 2021 d'une statue en hommage à Albert Schweitzer sur la place Saint-Thomas à Strasbourg.

## Distinctions
- 2017 :  Chevalier de l'ordre des Arts et des Lettres[11]

## Publications
- Pasteur et politique. 80 ans d'engagement et d'ouverture  (préf. Catherine Trautmann), Strasbourg, La Nuée Bleue, coll. « Figures d'Alsace », 2021, 167 p. (ISBN 978-2-7165-0899-5) (autobiographie)

#### Ouvrages
- Marieleine Hoffet, Marieleine Hoffet ou Les combats d’une femme-pasteur en Alsace : de 1905 à nos jours, Strasbourg, Oberlin, 1990, 99 p. (ISBN 2-85369-105-5) (autobiographie, textes rassemblés par Édith Rouverand)
- Christian Wolff, « Hoffet, Jean-Louis », Nouveau dictionnaire de biographie alsacienne, vol. 17,‎ 1991, p. 1630
- Christian Wolff, « Hoffet, Jean-Louis », dans Patrick Cabanel et André Encrevé, Dictionnaire biographique des protestants français de 1787 à nos jours, t. 3 H-L, Paris, Les Éditions de Paris / Max Chaleil, 2022 (ISBN 978-2-84621-333-2), p. 150-151.

#### Revue de presse
- Philippe Bohlinger, « Jean-Louis Hoffet, un pasteur dans l’arène politique », Réforme, 1er octobre 2021, [lire en ligne]
- Franck Buchy, « Les multiples vies de Jean-Louis Hoffet », DNA, 25 mai 2021, [lire en ligne]
- Elise Descamps, « Jean-Louis Hoffet, la foi dans l’action », La Croix, 15 juin 2021, [lire en ligne]
- Albert Huber, « Jean-Louis Hoffet, entre théologie et politique », Amicale des pasteurs français à la retraite, 5 février 2022, [lire en ligne]
- Albert Huber, « Disparition de Jean-Louis Hoffet, pasteur et homme politique », Réforme, no 4000, 22 juin 2023, p. 15, [lire en ligne]

### Sources audiovisuelles
- « Jean-Louis Hoffet : un savant mélange de religieux et de politique », RCF Radio, 15 mai 2021, 20 min [écouter en ligne]
- « Jean Louis Hoffet, 80 ans d’engagement et d’ouverture » (interview), Librairie Kléber, 27 mai 2021, 55 min [voir en ligne]